# Xijiadian (köpinghuvudort i Kina, Hubei Sheng, lat 32,75, long 111,18)
Xijiadian (kinesiska: 习家店, 习家店镇) är en köpinghuvudort i Kina. Den ligger i provinsen Hubei, i den centrala delen av landet, omkring 380 kilometer nordväst om provinshuvudstaden Wuhan. Antalet invånare är 29 896. Befolkningen består av 14 057 kvinnor och 15 839 män. Barn under 15 år utgör 14,0 %, vuxna 15-64 år 76 %, och äldre över 65 år 8,0 %.
Runt Xijiadian är det ganska tätbefolkat, med 160 invånare per kvadratkilometer. Xijiadian är det största samhället i trakten. Trakten runt Xijiadian består till största delen av jordbruksmark.
Genomsnittlig årsnederbörd är 900 millimeter. Den regnigaste månaden är augusti, med i genomsnitt 167 mm nederbörd, och den torraste är januari, med 8 mm nederbörd.